# Diplazium vastum
Diplazium vastum är en majbräkenväxtart som först beskrevs av Georg Heinrich Mettenius, och fick sitt nu gällande namn av Friedrich Ludwig Diels.
Diplazium vastum ingår i släktet Diplazium och familjen Athyriaceae. Inga underarter finns listade i Catalogue of Life.